# Ibornia andersoni
Ibornia andersoni är en stekelart som beskrevs av André Seyrig 1935. Ibornia andersoni ingår i släktet Ibornia och familjen brokparasitsteklar. Inga underarter finns listade i Catalogue of Life.